# Kabotage
Kabotage ist das Erbringen von Transportdienstleistungen innerhalb eines Landes durch ein ausländisches Verkehrsunternehmen (bzw. das Recht, dies zu tun).

## Begriffsherkunft
Der Begriff kommt ursprünglich aus der Seefahrt und bedeutet Küstenschifffahrt (italienisch: cabotaggio), also die Fahrt von Kap zu Kap oder der zwischen den verschiedenen Häfen der Region. Das Wort stammt wahrscheinlich aus dem Französischen, von caboter, also „entlang der Küste von Hafen zu Hafen fahren“, das sich auf die Navigation bezieht, die zwischen Zielhäfen gemacht wird.
Ursprünglich bedeutet Kabotage einfach „Transportdienstleistungen innerhalb eines Landes“. Speziell werden unter einer Kabotage „Transportdienstleistungen innerhalb eines Landes, die von ausländischen Verkehrsunternehmen erbracht werden“, verstanden.
Der Begriff wird seit dem 15. Jahrhundert zunächst für
- den Seeverkehr (siehe Short sea shipping), und zwar im Personenverkehr oder für Gütertransporte, später dann auch für
- den Luftverkehr (Freiheiten der Luft Nr. 8 und 9) und
- den Landverkehr verwendet.

Innerhalb der Europäischen Union unterscheiden sich
- große Kabotage = Transport zwischen zwei EU-Staaten durch den Frachtführer eines dritten Staates,
- kleine Kabotage = Transport innerhalb eines EU-Staates durch einen ausländischen Frachtführer.

## Kabotagefreiheit
Unter Kabotagefreiheit ist zu verstehen, dass Verkehrsmittel aus einem Staat das Recht haben, in einem anderen Staat Transportleistungen gegen Entgelt anzubieten und durchzuführen.
Beispiel: Binnenschiffe unter polnischer Flagge haben seit dem Beitritt Polens zur EU am 1. Mai 2004 das Recht, Güter innerhalb Deutschlands zu transportieren.
Zu Zeiten des Kabotageverbotes führte dies nach einem Hintransport immer zu einer unwirtschaftlichen und umweltbelastenden Leerfahrt bei der Rückfahrt.
Das Einschränken der Kabotagefreiheit bis hin zum vollständigen Verbot von Kabotage ist eine protektionistische Maßnahme. Zum Beispiel gewährt die Konvention von Chicago aus dem Jahr 1944 ihren Unterzeichnerstaaten das Recht, Kabotage im Flugverkehr zu untersagen.

## Kabotage in der Europäischen Union

### Landkabotage
Innerhalb der Europäischen Union ist die Kabotage teilweise eingeschränkt. Dies wird z. B. damit begründet, dass nationale Unternehmen gegen Billigkonkurrenz geschützt werden sollen. Mit der Liberalisierung, also dem Abbau von Kabotageverboten, wurde vor vielen Jahren begonnen.
Im Gütertransport auf der Schiene ist Kabotage seit dem 1. Januar 2007 uneingeschränkt erlaubt (es herrscht also Kabotagefreiheit), und im Personenverkehr seit dem 1. Januar 2010.
Im Güterkraftverkehr ist die Kabotage seit dem 1. Juli 1998 freigegeben, jedoch galt diese Freigabe zunächst nur für die 15 alten EU-Mitgliedsstaaten (EU 15) sowie für die EWR-Staaten Norwegen, Island und Liechtenstein. Für die später der EU beigetretenen Länder gab es Übergangsfristen, ausgenommen Slowenien, Malta und Zypern, für die keine Übergangsfristen vereinbart wurden.
Seit dem 1. Mai 2009 sind die Übergangsfristen für Transportunternehmen aus Polen, Ungarn, Estland, Lettland, Litauen, der Slowakei und Tschechien sowie seit dem 1. Januar 2012 die für Transportunternehmen aus Bulgarien und Rumänien verstrichen und somit das generelle Kabotageverbot innerhalb der EU aufgehoben.
Am 30. Juni 2015 endete die Kabotagesperre gegenüber Kroatien.
Seit Oktober 2009 ist die Kabotage auf drei Kabotage-Fahrten in sieben Tagen begrenzt
- innerhalb des Mitgliedsstaates, in welchem der ursprüngliche Transport entladen wurde, oder
- auf je eine Fahrt in einem Transitland (d. h. einem benachbarten Mitgliedsstaat zu dem Mitgliedsstaat, in dem ursprünglich entladen wurde) (vgl. Art. 8 Abs. 2 Verordnung (EG) Nr. 1072/2009).[5][6]

Die Rechtsverstöße und Strafen der Transportunternehmen werden im Elektronikregister festgehalten und die Unionsländer tauschen die Daten im Bedarfsfall untereinander aus.
In Deutschland ist eine solche Begrenzung auf drei Fahrten innerhalb von sieben Tagen seit dem 14. Mai 2008 nationale Vorschrift. Ein Verstoß gegen die Verordnung über den grenzüberschreitenden Verkehr und den Kabotageverkehr (GüKGrKabotageV) ist als Ordnungswidrigkeit mit Bußgeld bewehrt (§ 25 in Verbindung mit § 19 der Verordnung). Seit Inkrafttreten der o. g. EG-Verordnung wird die deutsche Verordnung im Wesentlichen durch die EG-Verordnung überlagert.
Derzeit haben die einzelnen EU-Staaten noch die Möglichkeit, die Kabotage mittels nationaler Bestimmungen einzuschränken, wenn durch die Kabotage „schwere Marktstörungen“ auftreten. Die EU-Kommission hatte bis Ende 2013 die Auswirkungen der neuen Kabotageregelung auf den Straßengütertransportmarkt untersucht. Die Kommission wollte die vollständige Aufhebung der Beschränkungen, wie vom Europäischen Parlament gefordert, vorschlagen, wenn kein Sozialdumping festgestellt wird.
Am 14. Mai 2010 traten die Kabotageregelungen (Art. 8 und 9) der Verordnung (EG) Nr. 1072/2009 in Kraft. Gemäß Artikel 19 dieser Verordnung ist eine einheitliche Regelung der Kabotage im Straßengüterverkehr in den EWR-Staaten verwirklicht. Die oben beschriebenen nationalen „Alleingänge“ sind unmöglich geworden. Artikel 8 der Verordnung nennt die Bedingungen, unter denen Kabotage betrieben werden kann: Entweder kann der Transportunternehmer im Anschluss an eine grenzüberschreitende Beförderung in den Aufnahmemitgliedstaat nach Auslieferung der Güter bis zu drei Kabotagebeförderungen mit demselben Kraftfahrzeug innerhalb von sieben Tagen nach der letzten Entladung im Aufnahmemitgliedstaat durchführen, oder er kann im Anschluss an eine grenzüberschreitende Beförderung nach Auslieferung der Güter innerhalb von sieben Tagen nach der letzten Entladung einige oder alle der Kabotagebeförderungen in jedem Mitgliedstaat unter der Voraussetzung durchführen, dass sie auf eine Kabotagebeförderung je Mitgliedstaat innerhalb von drei Tagen nach der Einfahrt des unbeladenen Kraftfahrzeugs in das Hoheitsgebiet dieses Mitgliedstaats beschränkt sind.
Die EU-Kommission drängt auf eine möglichst schnelle Aufhebung aller Kabotagebeschränkungen, um Leerfahrten weitgehend zu vermeiden und dadurch unnötigen Verkehr, Treibstoffverbrauch und Kosten zu vermindern. Ein aus ökonomischer und ökologischer Sicht optimaler Einsatz eines Transportfahrzeuges ist nur dann möglich, wenn keinerlei Verbote die Kabotage einschränken. Um dies im Rahmen eines fairen Wettbewerbs zu ermöglichen, ist die Harmonisierung anderer Vorschriften erforderlich, wie von Sozialvorschriften für das eingesetzte Personal, der Kfz-Steuer.
Seit 21. Februar 2022 ist das "Mobilitätspaket I" in Kraft und erfordert unter anderem eine 4-tägige Abkühlphase nach der Durchführung von Kabotagebeförderungen.

### Seekabotage
Die Verordnung (EWG) Nr. 3577/92 hat für das Gebiet der EU die Beschränkungen des freien Dienstleistungsverkehrs im Seeverkehr aufgehoben. Die Verordnung wurde in den Folgejahren kontinuierlich umgesetzt. Seit dem 1. Januar 1999 ist faktisch der gesamte Kabotageverkehr innerhalb der EU liberalisiert. Damit steht es grundsätzlich allen Gemeinschaftsreedern offen, Kabotagedienstleistungen in den einzelnen Mitgliedsstaaten zu erbringen.

### Luftkabotage
Basierend auf Nr. 8 und 9 der Freiheiten der Luft ist seit 1. April 1997 innerhalb der EU für EU-Airlines die volle Kabotage möglich.

## Beispiele

### Deutschland
Seit dem 14. Mai 2010 gelten innerhalb der EU einheitliche Kabotagebestimmungen. Kabotagebeförderungen im Anschluss an eine Beförderung mit Grenzüberschreitung darf erst nach vollständiger Entladung des Fahrzeuges erfolgen. Innerhalb von drei Tagen nach der Einfahrt in das Hoheitsgebiet eines Mitgliedstaates mit einem leeren Fahrzeug kann eine Kabotagebeförderung durchgeführt werden. Voraussetzung ist, dass zuvor eine grenzüberschreitende Beförderung in einen anderen Mitgliedstaat durchgeführt wurde und dass die 7-Tage-Frist eingehalten wird.
Seit Januar 2012 können auch Transportunternehmen aus Rumänien und Bulgarien in Deutschland Kabotagebeförderungen durchführen.

### Griechenland
Bisher dürfen Kreuzfahrtschiffe nur dann in griechischen Häfen Passagiere an Bord nehmen oder entlassen, wenn sie
- unter griechischer Flagge fahren oder
- in mehrheitlich griechischem Besitz sind oder
- mit zumindest teilweise griechischer Crew fahren.

Andere Schiffe, vor allem ohne Flagge eines EU-Landes, dürfen nur Transitstopps machen.
Diese Beschränkung der Kabotage wurde von griechischen Seeleuten und Hafenmitarbeitern durchgesetzt und soll ihre international vergleichsweise hohen Löhne sichern. Dem griechischen Tourismus entgeht dadurch viel Geld: Tagestouristen geben viel weniger aus als bei einem längeren Landaufenthalt. Der Ökonom Yannis Stournaras schätzt den Verlust auf bis zu 1,5 Prozent der griechischen Wirtschaftsleistung (ca. drei Milliarden Euro im Jahr).
Premierminister Giorgos Papandreou kündigte im April 2010 an, dass das Kabotageverbot beendet werde. Daraufhin riefen Seeleute mehrmals Streiks in allen griechischen Häfen aus und blockierten Kreuzfahrtschiffe mit nicht-griechischer Besatzung. Beispielsweise hinderten am 26. April 2010 einheimische Seeleute knapp 1.000 Passagiere, die Zenith (ein unter der Flagge Maltas fahrendes Kreuzfahrtschiff) nach einem Ausflug wieder zu betreten.